# Nephodia lexuria
Nephodia lexuria är en fjärilsart som beskrevs av Paul Dognin 1898. Nephodia lexuria ingår i släktet Nephodia och familjen mätare. Inga underarter finns listade i Catalogue of Life.